# Belejringen af Yorktown
Belejringen af Yorktown i 1781 var en sejr for en amerikansk-fransk styrke ledet af general George Washington, La Fayette og general Jean-Baptiste Donatien de Vimeur over den britiske hær ledet af general Charles Cornwallis. Overgivelsen til Cornwallis' hær fik den britiske regering til at forhandle en fredsaftale i den amerikanske uafhængighedskrig.

## Baggrund
Da general Rochambeau mødte general Washington i Wethersfield i Connecticut den 22. maj 1781 for at bestemme deres strategi mod briterne, blev de enige om at gå mod New York City, som var besat af omkring 10.000 mænd under general Henry Clinton, den øverste britiske kommandant.
Imens kom der melding fra general Lafayette i Virginia om, at Cornwallis havde indtaget defensive stillinger i Yorktown i Virginia ved York River. Cornwallis havde ført et felttog i de sydlige kolonier og havde erobret et stort område, men hans hær på 7000 mænd blev tvunget til at opgive herredømmet over de sydlige kolonier og trække sig tilbage til Yorktown for at få forsyninger og forstærkninger efter et intenst, toårigt felttog ledet af general Nathanael Greene, som fik modpartens styrke reduceret ved at bruge den romerske feltherre Fabius' henholdende strategi.  Clinton lod Cornwallis flytte sin hær til Yorktown for at forene den med Royal Navy.
Washington blev underrettet om felttoget i Virginia, mens han lå i lejr ved Dobbs Ferry i New York den 19. juli 1781 og skrev, at "jeg er af den mening, at under disse omstændigheder burde vi anbringe en tilstrækkelig stor garnison i West Point, efterlade nogle kontinentale styrker og militser til at beskytte landet mod New York og transportere resten (både franskmændene og amerikanerne) til Virginia, eftersom fjenden stadig har en styrke dér."
Washington fik bekræftelsen 14. august på, at admiral François Joseph Paul de Grasse, som var stationeret på De Vestindiske Øer, sejlede med sin flåde til Chesapeake Bay.

## Belejringen
Admiral de Grasse sejlede med sin franske slagflåde på 28 skibe nordover mod Virginia. Samtidigt, den 21. august, begyndte Washington at flytte sin hær mod syd. Mens de marcherede mod syd, ankom admiral de Grasses flåde til Chesapeake Bay. De Grasse besejrede admiral Thomas Graves' flåde i slaget ved Chesapeake og vandt kontrol over bugten. Cornwallis var nu strandet.
Washington, Rochambeau og med Lafayettes styrker og 3000 af de Grasses mænd, ankom til Yorktown 28. september. Tilsammen nærmede 17.000 mænd sig Cornwallis' lejr. Byen var snart omringet og under tung beskydning. 14. oktober indtog fransk–amerikanske styrker to betydelige britiske forter. Efter et mislykket modangreb tilbød Cornwallis overgivelse den 17. oktober. To dage senere blev papirerne underskrevet, og han overgav sig officielt. Omkring 7000 britiske soldater blev fanger hos de amerikanske styrker.

## Konklusion
En formel ceremoni fandt sted om morgenen efter slaget. Cornwallis nægtede at deltage og hævdede, at han var syg. Ifølge en legende marcherede de britiske styrker til fløjtemelodien "The World Turned Upside Down", men det er ikke bevist. Cornwallis' underordnede forsøgte først at overgive sig til den franske general Rochambeau, som skal have sagt "De tager fejl, generalen for vor hær er til højre" og førte ham så til Washington. Løjtnanten forsøgte så at overgive sig til Washington, som nægtede, da det ikke var Cornwallis selv. Han hævdede, at den underordnede skulle overgive sig til general Benjamin Lincoln, Washingtons mindst yndede general, eftersom han ødelagde det sydlige felttog. Cornwallis' løjtnant tilbød på ceremoniel vis sværdet til Lincoln, men det blev ironisk afslået.
De britiske fanger var omkring en fjerdedel af alle britiske styrker i de amerikanske kolonier. Da det skete, var det ikke klart, at Yorktown var klimakset i krigen, da briterne stadig rådede over nøglehavne som New York City og Charleston, South Carolina. Sporadiske kampe fortsatte efter overgivelsen ved Yorktown, og Washington troede, at krigen ville vare i endnu et år.
Men den britiske premierminister Frederick North trak sig, da han fik nyhederne om overgivelsen ved Yorktown. Hans efterfølger bestemte, at det ikke længere var i briternes interesse at fortsætte krigen, og forhandlinger blev indledt. Briterne underskrev Parisaftalen, anerkendte USA og lovede at fjerne alle britiske styrker fra landet.